# ملعب موزيس مابيدا
ملعب موزيس مديبا هو ملعب كرة قدم أنشأ في عام 2006، في مدينة ديربان، سمي الملعب بهذا الاسم تيمّنًا بالسياسي موزيس مابيدا الذي كانت له البصمة الواضحة في التوحيد العنصري بين البيض والسود. وهو ملعب متعدد الأغراض. هذا الملعب بني لتنظم فيه مباريات كأس العالم 2010 والذي أعطى للمدينة أهمية بخلاف أنها ثالث أكبر مدينة أفريقية لجذب السواح إليها والذي كان من أهم الأهداف التي وضعتها اللجنة المنظمة للبطولة. ويسع الملعب ما يقارب 70 ألف، ومن أهم ما يميز الملعب بأنه يحتوي على قوس طوله 350 متراً وارتفاعه 106م وتم وضع القوس لتدعيم الملعب وأيضا فكرة التوحيد العنصري حيث ان القوس يبدأ بطرفين وينتهي بطرف وذلك أن الطرفين أحدهم للبيض والأخر للسود وأتحدوا ليشكلوا دولة واحدة يتفق فيها البيض والسود.
وأيضا أستفيد من القوس من الناحية التجارية حيث يوجد فوقه عربة كهربائية تنقل السواح إلى أعلى الملعب حتى يعطيهم منظر آخر وخلاب للمدينة.

## مواصفات الملعب
- هذا الملعب بني حديثاً على أساس فعاليات كأس العالم 2010 في منطقة ديربان الرياضية بضاحية ستامفورد هيل بديربان، ويستطيع الملعب أن تصل قدرته الاستعابية إلى 62.700 متفرج خلال نهائيات كأس العالم 2010. تصميمه يسمح بتعديل مقاعد الملعب ؛ حيث يصل إلى 54,000 متفرج في المباريات المحلية أو ما يصل إلى 80,000 لأحداث مثل الألعاب الأولمبية. لديها مستويين من المقاعد الدائمة، وتمت إضافة واحد مؤقت لنهائيات كأس العالم.

### القوس
- قوس ملعب موزيس مديبا يذكرنا بالغالب بقوس ملعب ويمبلي الشهير، ويصل ارتفاعه إلى 350 متر و105 متر ارتفاعا، والقوس يبدأ بطرفين وينتهي بطرف وهو مستواحة من علم جنوب أفريقيا وسكة حديد معلقة تحمل الزوار من الجانب الشمالي من الملعب إلى منصة عرض في الجزء العلوي من القوس، وتقديم وجهة سياحية أكثر عن المدينة والمحيطات. وأيف للملعب أرجوحة تسمح للزوار بالقفز نحو أرضية الملعب.

### السطح
- السطح عبارة عن غشاء من الألياف الزجاجية التي تضاء عندما يكون الملعب مضاء وترد هذه إلى القوس، وغطاء الملعب يغطي 88% من المدرجات.

### إتمام بناء الملعب
- تم الانتهاء رسميا من بناء الملعب في 24 نوفمبر 2009، ولعب أول مباراة رسمية كان بين أمازولو وماراتيزبك المتحدة في 29 تشرين الثاني / نوفمبر وفاز مارايتيزبك. 1-0.

## كأس العالم 2010
- الملعب كان واحدا من الملاعب المتخذة لاستضافة نهائيات كأس العالم 2010 واستضافت مباريات المجموعة الخامسة، مباراة واحدة للجولة الثانية، وستقام المباراة الدور قبل النهائي بين سلوفاكيا وهولندا. ومباراة نصف النهائي بين منتخب إسبانيا ومنتخب ألمانيا.

| التاريخ    | الوقت (ت ع م+02:00) | المنتخب #1 | Res.                       | المنتخب #2     | الجولة      | عدد الحضور |
| ---------- | ------------------- | ---------- | -------------------------- | -------------- | ----------- | ---------- |
| 2010-06-13 | 20:30               | ألمانيا    | كأس العالم 2010 المجموعة د | أستراليا       | المجموعة 4  | 62,660     |
| 2010-06-16 | 16:00               | إسبانيا    | كأس العالم 2010 المجموعة ط | سويسرا         | المجموعة 8  | 62,453     |
| 2010-06-19 | 13:30               | هولندا     | 1–0                        | اليابان        | المجموعة 5  | 62,010     |
| 2010-06-22 | 20:30               | نيجيريا    | 2–2                        | كوريا الجنوبية | المجموعة 2  | 61,874     |
| 2010-06-25 | 16:00               | البرازيل   | 0–0                        | البرتغال       | المجموعة 7  | 62,712     |
| 2010-06-28 | 16:00               | هولندا     | 2–1                        | سلوفاكيا       | مجموعة ال16 | 61,962     |
| 2010-07-07 | 20:30               | ألمانيا    | 0–1                        | إسبانيا        | نصف النهائي | 60,960     |

## وصلات خارجية
- موقع الملعب